# Robert Traylor
Robert DeShaun „Tractor” Traylor (ur. 1 lutego 1977 w Detroit, zm. 11 maja 2011 w Isla Verde) – amerykański zawodowy koszykarz, występujący na pozycjach silnego skrzydłowego lub środkowego.
W 1995 wystąpił w meczu wschodzących gwiazd - Nike Hoop Summit oraz McDonald’s All-American.
Swoje ostatnie spotkanie rozegrał 26 kwietnia 2011, przeciw zespołowi San German. Na parkiecie spędził 5 minut, nie zdobywając żadnych punktów oraz notując 2 faule.
11 maja 2011 został znaleziony martwy w swoim apartamencie, w Isla Verde (Portoryko). Powodem śmierci był atak serca.

## Osiągnięcia
Na podstawie, o ile nie zaznaczono inaczej.
(*) – wyniki i nagrody anulowane przez NCAA z powodu skandalu hazardowego.
NCAA
- Mistrz:
  - turnieju NIT (1997)*
  - konferencji Big Ten (1998)*
- Uczestnik turnieju NCAA (1996, 1998)*
- MVP turnieju NIT (1997)*[6]
- Most Outstanding Player (MOP=MVP) turnieju Big Ten (1998)*[7]
- Zaliczony do:
  - I składu:
    - Big Ten (1998)
    - turnieju Big Ten (1998)

  - III składu All-American (1998 przez NABC)

Drużynowe
- Mistrz Portoryko (2007)[8]
- Wicemistrz Portoryko (2010)

Indywidualne
- MVP meczu gwiazd ligi tureckiej (2009)[9]
- Najlepszy środkowy ligi tureckiej (2009 według eurobasket.com)[9]
- Obrońca roku ligi portorykańskiej (2010)
- Uczestnik meczu gwiazd ligi:
  - tureckiej (2009)[9]
  - portorykańskiej (2010)[10]
- Zaliczony do (przez eurobasket.com, latinbasket.com):
  - I składu:
    - ligi tureckiej (2009)[9]
    - zawodników zagranicznych ligi tureckiej (2009)[9]

  - II składu ligi portorykańskiej (2010)[10]
- Lider ligi portorykańskiej w blokach (2007, 2010)[8]

Reprezentacja
- Mistrz Ameryki U–18 (1994)